# Erymanthos
Erymanthos (tiếng Hy Lạp: ?) là một khu tự quản ở vùng Tây Hy Lạp, Hy Lạp. Khu tự quản Erymanthos có diện tích 582 km², dân số theo điều tra ngày 18 tháng 3 năm 2001 là 11329 người.